# Lijst van personen overleden in september 2011
Dit is een lijst van personen die zijn overleden in september 2011.

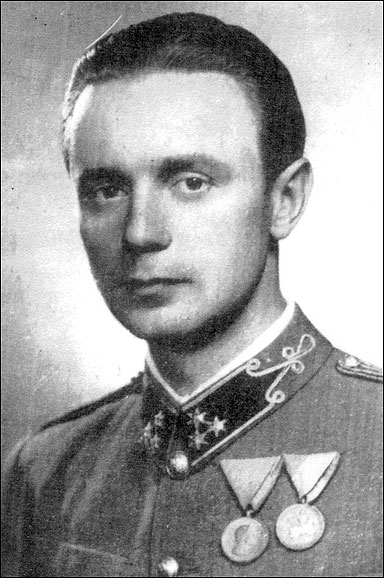
Sándor Képíró
3 september

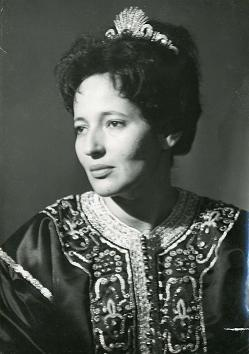
Lalla Aicha
4 september

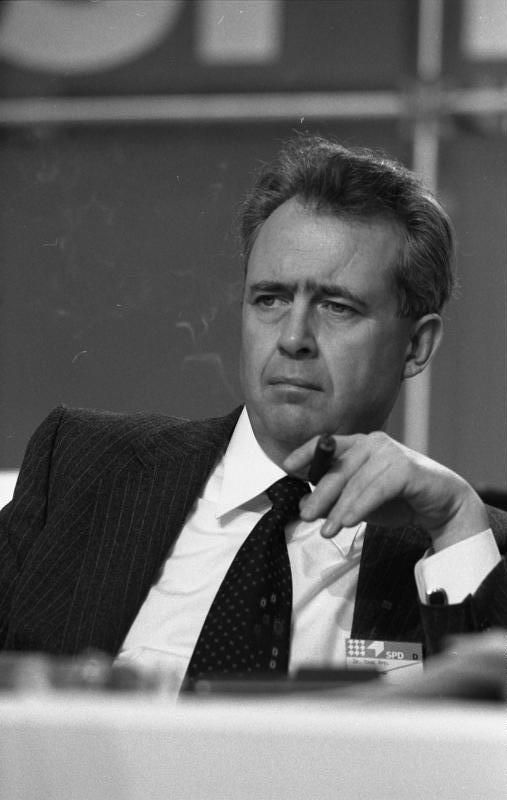
Hans Apel
6 september

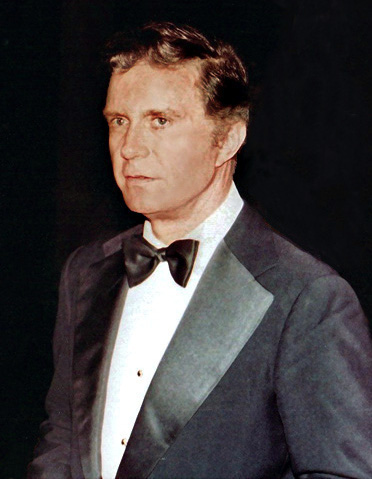
Cliff Robertson
10 september

Andy Whitfield
11 september

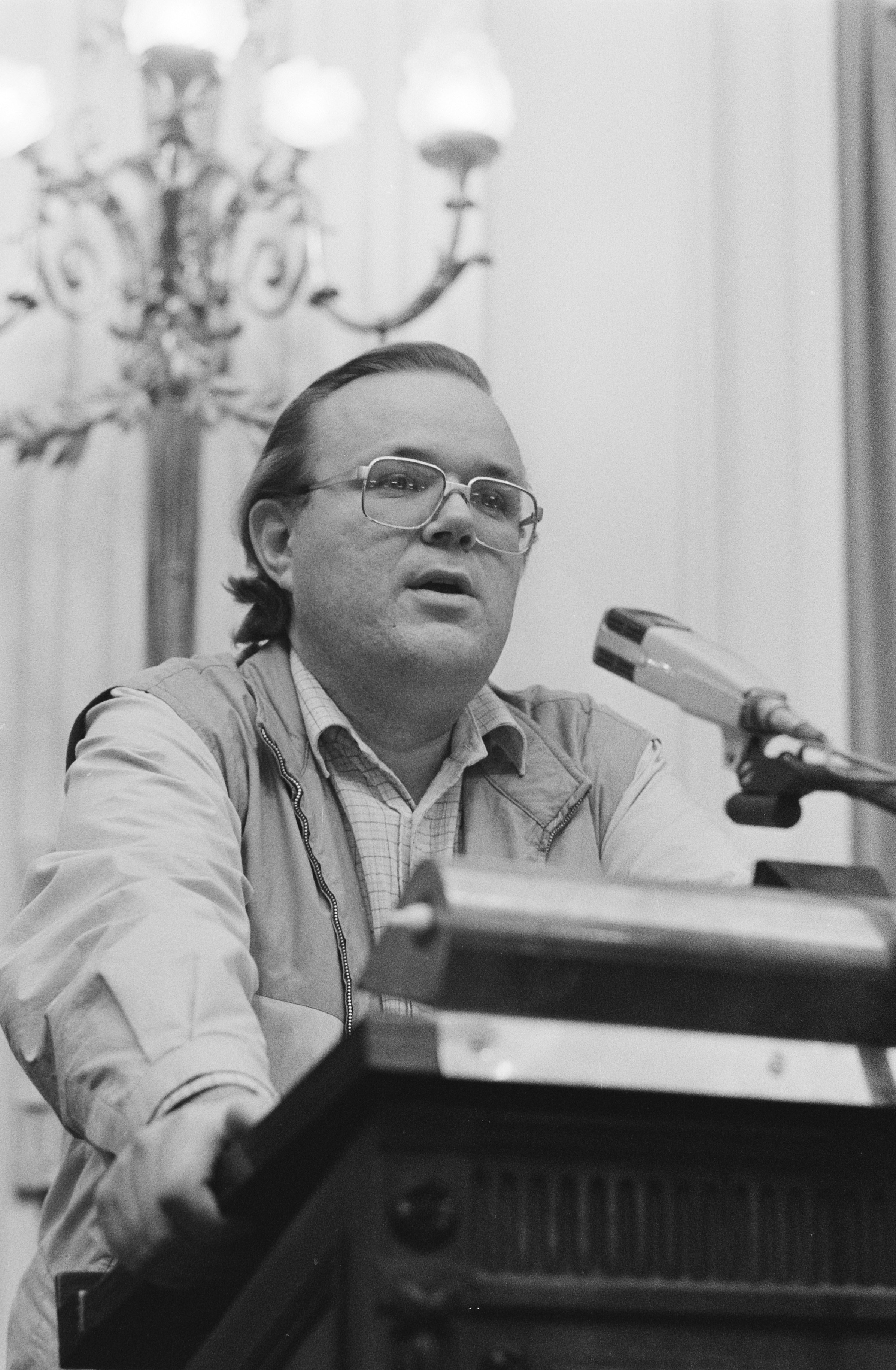
Frits Castricum
12 september

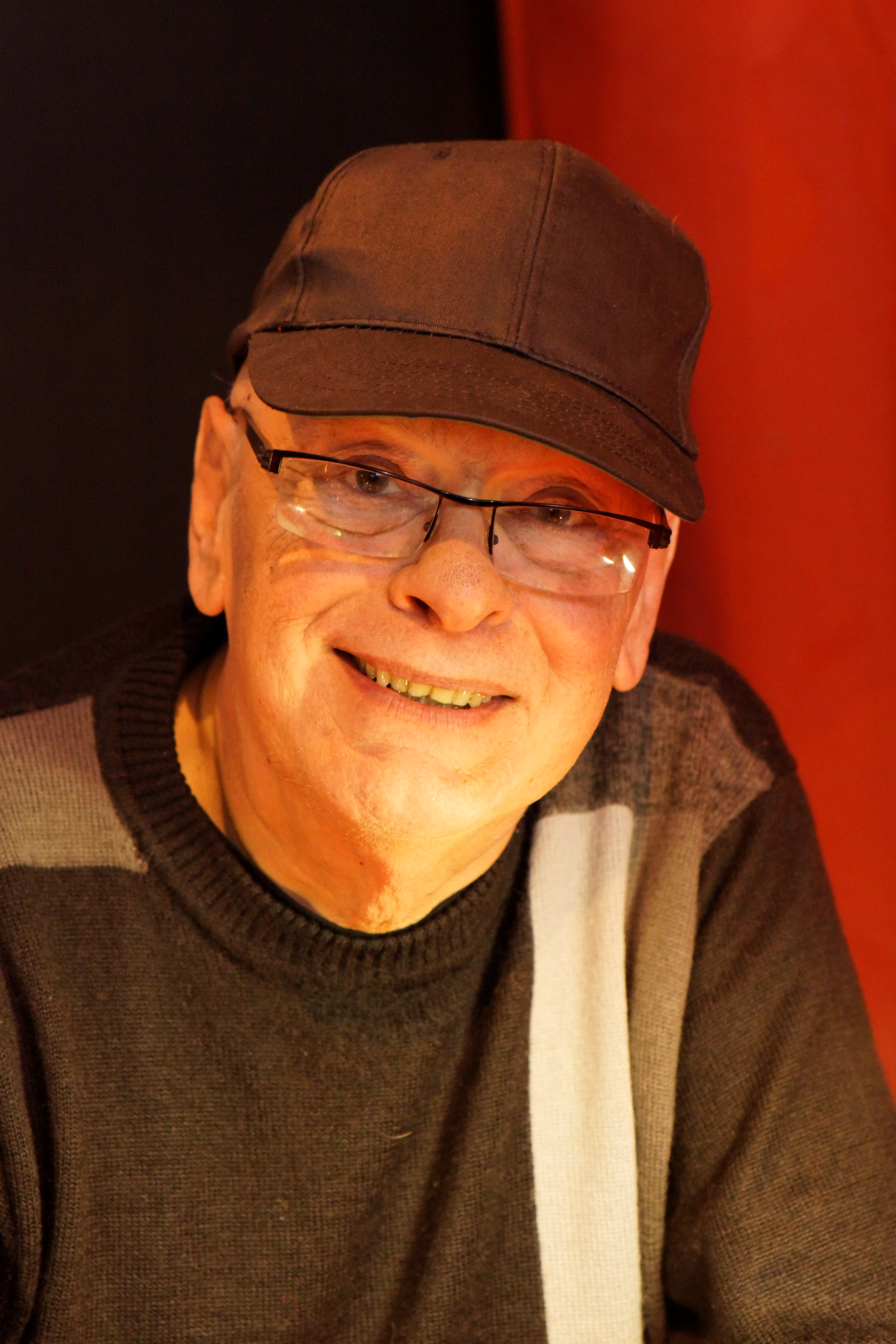
Gilles Chaillet
14 september

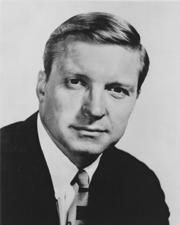
Charles Percy
17 september

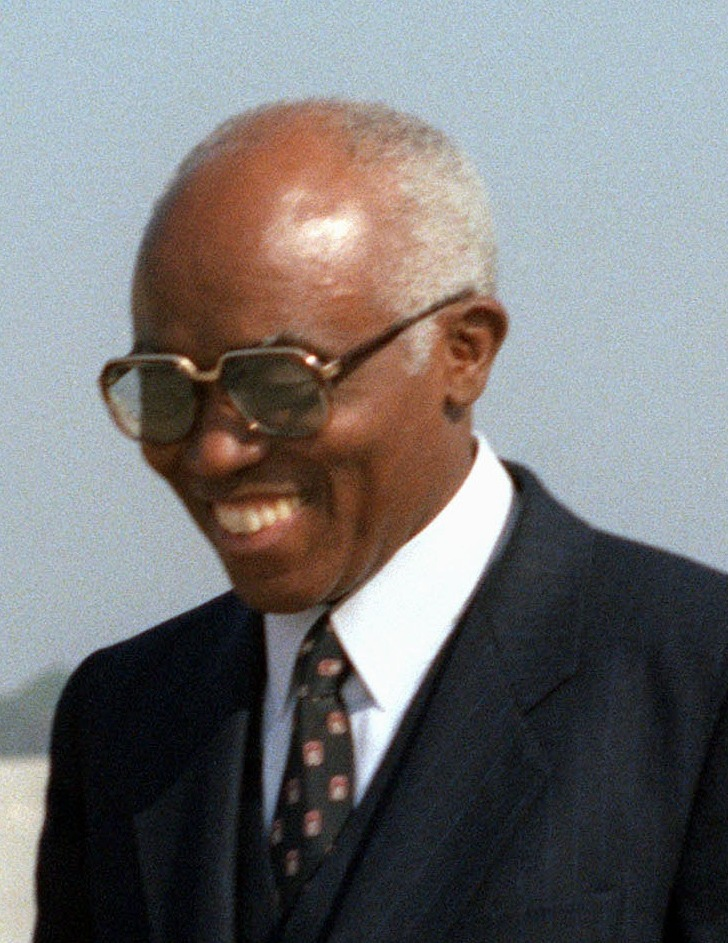
Aristides Pereira
22 september

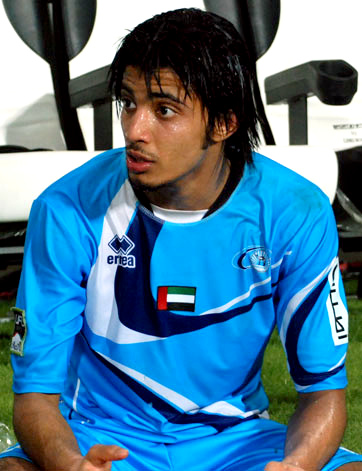
Theyab Awana
25 september

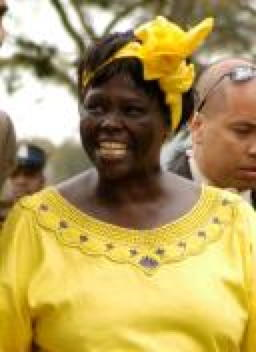
Wangari Maathai
25 september

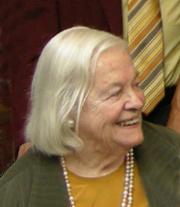
Hella Haasse
29 september

| 1 | 2 | 3 | 4 | 5 | 6 | 7 | 8 | 9 | 10 | 11 | 12 | 13 | 14 | 15 | 16 | 17 | 18 | 19 | 20 | 21 | 22 | 23 | 24 | 25 | 26 | 27 | 28 | 29 | 30 |
| - | - | - | - | - | - | - | - | - | -- | -- | -- | -- | -- | -- | -- | -- | -- | -- | -- | -- | -- | -- | -- | -- | -- | -- | -- | -- | -- |

### 1 september
- Jan Sperna Weiland (86), Nederlands hoogleraar[1]

### 2 september
- Samuel Borrego (39), Mexicaans drugsleider[2]
- Felipe Camiroaga (44), Chileens televisiepresentator[3]
- Tony Corsari (84), Belgisch televisiepresentator en zanger[4]
- Sabar Lal Melma (49), Afghaans terrorismeverdachte[5]

### 3 september
- Toon De Clercq (58), Belgisch journalist[6]
- Andrzej Maria Deskur (87), Pools kardinaal[7]
- Julio Casas Regueiro (75), Cubaans politicus[8]
- Sándor Képíró (97), Hongaars oorlogsmisdaadverdachte[9]
- Sumant Misra (88), Indiaas tennisser[10]
- Maud van Praag (86), Nederlands presentatrice[11]

### 4 september
- Lalla Aicha (81), Marokkaans prinses en zuster van koning Hassan II[12]
- Ad Bezembinder (59), Nederlands ondernemer[13]
- Bill Kunkel (61), Amerikaans gameschrijver en uitgever[14]
- Jagmohan Mundhra (62), Indiaas filmmaker[15]

### 5 september
- Sytze Douma (72), Nederlands oprichter en teammanager[16]
- Charles Dubin (92), Amerikaans televisieregisseur[17]
- Salvatore Licitra (43), Italiaans tenor[18]
- Vann Nath (66), Cambodjaans kunstschilder, schrijver en mensenrechtenactivist[19]
- Bobby Rhine (35), Amerikaans voetballer[20]

### 6 september
- Hans Apel (79), Duits politicus[21]
- Michael Hart (64), Amerikaans oprichter van Project Gutenberg[22]
- George Kuchar (69), Amerikaans filmregisseur[23]
- Janusz Morgenstern (89), Pools filmmaker[24]
- Felix van Oostenrijk (95), Oostenrijks aartshertog en zakenman[25]

### 7 september
- Gabriel Valdés (92), Chileens politicus[26]
- Bernard Veen (96), Nederlands verzetsstrijder[27]
- Hiroe Yuki (62), Japans badmintonspeelster[28]
- Omgekomen bij de ramp met Jak-Service-vlucht 9633:[29]
  - Vitaly Anikeyenko (24), Oekraïens ijshockeyer
  - Mikhail Balandin (31), Russisch ijshockeyer
  - Pavol Demitra (36), Slowaaks ijshockeyer
  - Robert Dietrich (25), Duits ijshockeyer
  - Artjom Jartschuk (21), Russisch ijshockeyer
  - Marat Kalimulin (23), Russisch ijshockeyer
  - Alexander Kaljanin (23), Russisch ijshockeyer
  - Alexander Karpowzjev (41), Russisch ijshockeytrainer en oud-ijshockeyer
  - Andrei Kirjusjin (24), Russisch ijshockeyer
  - Nikita Kljukin (21), Russisch ijshockeyer
  - Igor Koroljow (41), Russisch ijshockeytrainer en oud-ijshockeyer
  - Stefan Liv (30), Zweeds ijshockeyer
  - Jan Marek (31), Tsjechisch ijshockeyer
  - Brad McCrimmon (52), Canadees ijshockeytrainer en oud-ijshockeyer
  - Sergei Ostaptsjuk (21), Russisch ijshockeyer
  - Karel Rachunek (32), Tsjechisch ijshockeyer
  - Ruslan Salej (36), Wit-Russisch ijshockeyer
  - Kārlis Skrastiņš (37), Lets ijshockeyer
  - Daniil Sobtsjenko (20), Oekraïens ijshockeyer
  - Gennadi Tsjoerilov (24), Russisch ijshockeyer
  - Josef Vasicek (30), Tsjechisch ijshockeyer
  - Alexander Vasyunov (23), Russisch ijshockeyer

### 8 september
- Mary Fickett (83), Amerikaans actrice[30]
- Silvia Glogner (70), Duits actrice[31]
- Peter van der Hoven (66), Nederlands schrijver[32]
- Võ Chí Công (99), Vietnamees politicus[33]

### 9 september
- Laurie Hughes (87), Engels voetballer[34]
- Daniel Hulet (66), Belgisch stripauteur[35]
- Khairy Shalaby (73), Egyptisch schrijver[36]

### 10 september
- Sabino Augusto Montanaro (89), Paraguayaans politicus[37]
- Frans Nypels (74), Nederlands journalist en hoofdredacteur[38]
- Cliff Robertson (88), Amerikaans acteur[39]

### 11 september
- Christian Bakkerud (26), Deens GP2-coureur[40]
- Ralph Gubbins (79), Engels voetballer[41]
- Andy Whitfield (39), Australisch acteur[42]
- Huib Broos (70), Nederlands acteur[43]

### 12 september
- Marlon Brown (72), Arubaans initiatiefnemer Zomercarnaval[44]
- Alexander Galimov (26), Russisch ijshockeyer[45], zie ook 7 september
- Frits Castricum (64), Nederlands politicus[46]
- Wade Mainer (104), Amerikaans countryzanger en banjospeler[47]

### 13 september
- Walter Bonatti (81), Italiaans alpinist[48]
- John Calley (81), Amerikaans filmstudiobaas in Hollywood[49]
- Wilma Lee Cooper (90), Amerikaans zangeres[50]
- Jack Garner (84), Amerikaans acteur en golfspeler[51]
- DJ Mehdi (34), Frans dj en hiphopproducer[52]
- Richard Hamilton (89), Brits kunstenaar[53]

### 14 september
- Gilles Chaillet (65), Frans stripauteur[54]
- David Francey (87), Schots voetbalcommentator[55]
- Luc Van Linden (55), Belgisch politicus[56]
- Rudolf Mössbauer (82), Duits natuurkundige en Nobelprijswinnaar[57]
- Malcolm Wallop (78), Amerikaans politicus[58]

### 15 september
- Frances Bay (92), Canadees actrice[59]
- Georges Fillioud (82), Frans politicus en minister[60]
- Gilbert Schats (66), Belgisch stripauteur[61]

### 16 september
- Jordi Dauder (73), Spaans acteur[62]
- Norma Eberhardt (82), Amerikaans actrice en topmodel[63]
- Willie "Big Eyes" Smith (75), Amerikaans bluesmuzikant[64]
- Kara Kennedy (51), Amerikaans bestuurder en televisieproducent, dochter van Ted Kennedy[65]
- Jan van Teeffelen (81), Nederlands fotograaf[66]
- Tom Wilson sr. (80), Amerikaans cartoonist[67]

### 17 september
- Goffe Hoogsteen (91), Nederlands verzetsstrijder[68]
- Minck Oosterveer (50), Nederlands striptekenaar[69]
- Charles Percy (91), Amerikaans politicus[70]
- George Sacko (75), Liberiaans voetballer[71]
- Kurt Sanderling (98), Duits dirigent[72]

### 19 september
- Bernard Collomb (80), Frans autocoureur[73]
- Dolores Hope (102), Amerikaans zangeres[74]
- Ginger McCain (80), Brits paardentrainer[75]
- George Cadle Price (92), Belizaans politicus[76]

### 20 september
- Frank Driggs (81), Amerikaans muziekhistoricus en jazzproducer[77]
- Burhanuddin Rabbani (71), Afghaans politicus[78]
- Per Unckel (63), Zweeds politicus[79]
- Robert Whitaker (71), Brits fotograaf[80]

### 21 september
- Marcel Bitsch (89), Frans componist[81]
- Sjel de Bruyckere (83), Nederlands-Australisch voetballer[82]
- Troy Davis (42), Amerikaans moordverdachte[83]
- John Du Cann (55), Brits hardrockzanger en muzikant[84]
- Paulette Dubost (100), Frans actrice[85]

### 22 september
- Jonathan Cecil (72), Brits acteur[86]
- Frans Drabbe (85), Nederlands vakbondsbestuurder[87]
- Frans Kordes (84), Nederlands president van de Algemene Rekenkamer (1984-1991)[88]
- Anthony Lumsden (83), Amerikaans architect[89]
- Aristides Pereira (87), Kaapverdisch politicus[90]
- Roel Verniers (38), Belgisch schrijver[91]
- Vesta Williams (53), Amerikaans R&B-zangeres[92]

### 23 september
- Carl Wood (82), Australisch gynaecoloog[93]

### 24 september
- Surinder Kapoor (86), Indiaas filmproducer[94]
- Konstantin Lerner (61), Oekraïens schaakgrootmeester[95]
- Emanuel Litvinoff (96), Brits schrijver en dichter[96]
- Gusty Spence (78), Iers politicus[97]

### 25 september
- Theyab Awana (21), voetballer uit de Verenigde Arabische Emiraten[98]
- Sissy Löwinger (70), Oostenrijks actrice[99]
- Wangari Maathai (71), Keniaans milieu- en politiek activiste[100]
- Floris Meydam (91), Nederlands glaskunstenaar[101]
- Jiri Starek (88), Tsjechisch dirigent[102]

### 26 september
- Dick Briel (60), Nederlands striptekenaar[103]
- Jessy Dixon (73), Amerikaans gospelzanger[104]
- Cees Goekoop (77), Nederlands politicus en burgemeester[105]
- Harry Muskee (70), Nederlands zanger[106]

### 27 september
- David Croft (89), Brits scriptschrijver, producer, televisieregisseur en componist[107]
- Joel DiBartolo (65), Amerikaans (jazz)bassist[108]
- Sara Douglass (54), Australisch schrijfster[109]
- Escurinho (61), Braziliaans voetballer[110]
- Ida Fink (89), Pools-Israëlisch schrijfster[111]
- Wilson Greatbatch (92), Amerikaans ingenieur en uitvinder[112]
- Imre Makovecz (75), Hongaars architect[113]
- Jan Nijland (76), Nederlands politicus[114]
- Jesús María Pereda (73), Spaans voetballer[115]
- Johnnie Wright (97), Amerikaans countryzanger[116]

### 28 september
- Patrick Collinson (82), Brits historicus[117]
- Leonard Dillon (69), Jamaicaans zanger[118]
- Claude Kirk (85), Amerikaans politicus[119]

### 29 september
- Leo Auping (94), Nederlands directeur en ondernemer[120]
- Hella Haasse (93), Nederlands schrijfster[121]
- Philip Matthew Hannan (98), Amerikaans aartsbisschop[122]
- Salvador Iborra (32), Spaans dichter[123]
- Sylvia Robinson (75), Amerikaans zangeres, muziekproducente en songwriter[124]
- Albert Weinberg (89), Belgisch striptekenaar[125]

### 30 september
- Anwar al-Awlaki (40), terrorist van al-Qaida[126]
- Alexander Grant (86), Brits danser[127]
- Gaspar Henaine (84), Mexicaans zanger, acteur en comedian[128]
- Clifford Olson (71), Canadees seriemoordenaar[129]
- Ralph Steinman (68), Canadees immunoloog en Nobelprijswinnaar[130]
- Marv Tarplin (70), Amerikaans songwriter en gitarist[131]

1900 ·
1901 ·
1902 ·
1903 ·
1904 ·
1905 ·
1906 ·
1907 ·
1908 ·
1909 ·
1910 ·
1911 ·
1912 ·
1913 ·
1914 ·
1915 ·
1916 ·
1917 ·
1918 ·
1919 ·
1920 ·
1921 ·
1922 ·
1923 ·
1924 ·
1925 ·
1926 ·
1927 ·
1928 ·
1929 ·
1930 ·
1931 ·
1932 ·
1933 ·
1934 ·
1935 ·
1936 ·
1937 ·
1938 ·
1939 ·
1940 ·
1941 ·
1942 ·
1943 ·
1944 ·
1945 ·
1946 ·
1947 ·
1948 ·
1949 ·
1950 ·
1951 ·
1952 ·
1953 ·
1954 ·
1955 ·
1956 ·
1957 ·
1958 ·
1959 ·
1960 ·
1961 ·
1962 ·
1963 ·
1964 ·
1965 ·
1966 ·
1967 ·
1968 ·
1969 ·
1970 ·
1971 ·
1972 ·
1973 ·
1974 ·
1975 ·
1976 ·
1977 ·
1978 ·
1979 ·
1980 ·
1981 ·
1982 ·
1983 ·
1984 ·
1985 ·
1986 ·
1987 ·
1988 ·
1989 ·
1990 ·
1991 ·
1992 ·
1993 ·
1994 ·
1995 ·
1996 ·
1997 ·
1998 ·
1999 ·
2000 ·
2001 ·
2002 ·
2003 ·
2004 ·
2005 ·
2006 ·
2007 ·
2008 ·
2009 ·
2010 ·
2011 ·
2012 ·
2013 ·
2014 ·
2015 ·
2016 ·
2017 ·
2018 ·
2019 ·
2020 ·
2021 ·
2022 ·
2023 ·
2024 ·
2025